# Yūichi Kubo
Yūichi Kubo (japanisch 久保 裕一 Kubo Yūichi; * 26. September 1988 in Kishigawa) ist ein japanischer Fußballspieler.

## Karriere
Kubo erlernte das Fußballspielen in der Universitätsmannschaft der Meiji-Universität. Seinen ersten Vertrag unterschrieb er 2010 bei JEF United Chiba. Der Verein spielte in der zweithöchsten Liga des Landes, der J2 League. Für den Verein absolvierte er 30 Ligaspiele. Im Juli 2012 wechselte er auf Leihbasis zum Ligakonkurrenten Gainare Tottori. Für den Verein absolvierte er 48 Ligaspiele. 2014 wechselte er zum Ligakonkurrenten Fagiano Okayama. Für den Verein absolvierte er 54 Ligaspiele. Mitte 2016 lieh ihn Ligakonkurrenten Mito HollyHock für den Rest der Saison aus. Für den Verein absolvierte er 14 Ligaspiele. 2017 wechselte er zum Drittligisten SC Sagamihara. Für den Verein absolvierte er 34 Ligaspiele. 2019 wechselte er zu Arterivo Wakayama.